# Amerykanie zawsze będą walczyć o wolność

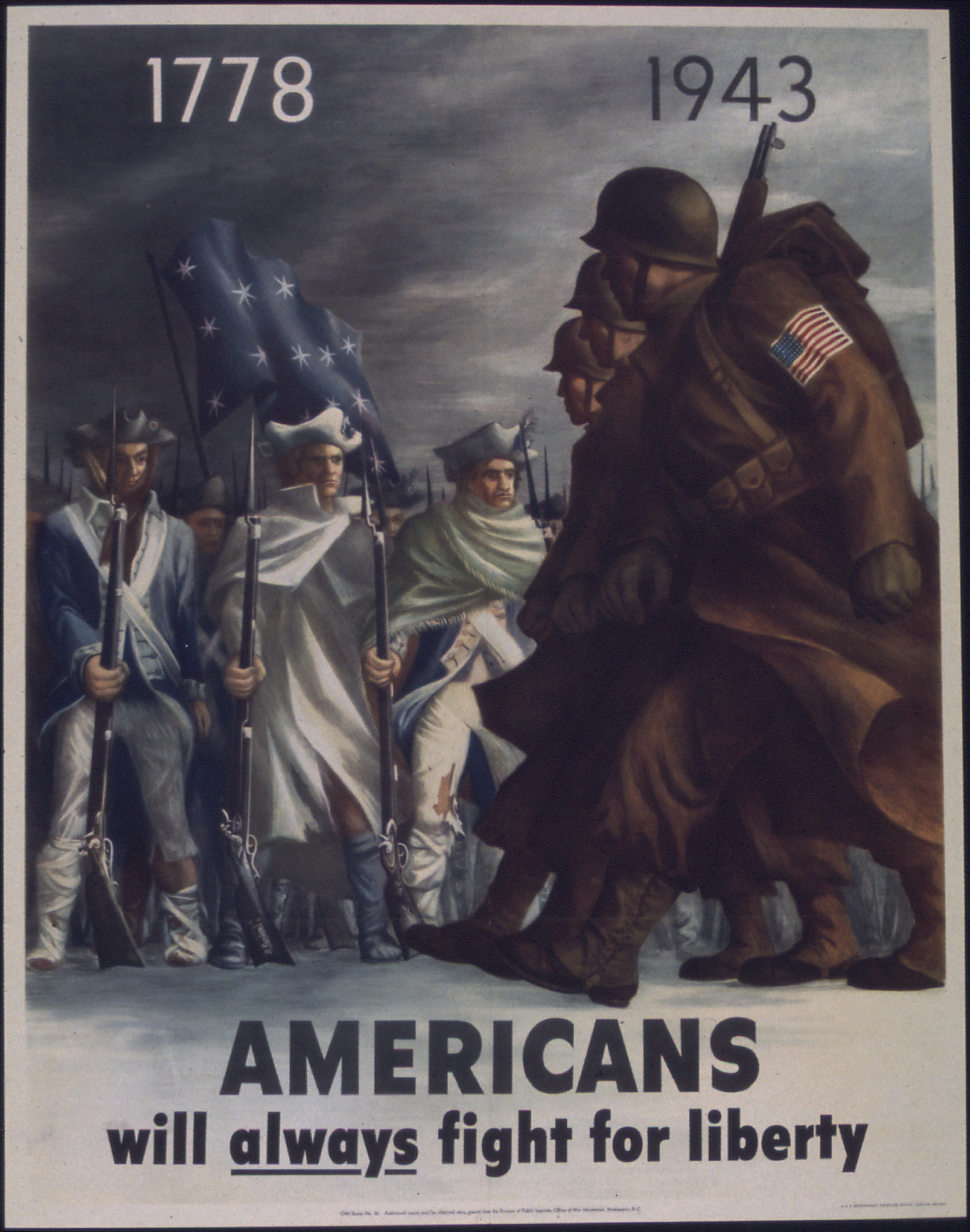
Plakat Amerykanie zawsze będą walczyć o wolność autorstwa Bernarda Perlina

Amerykanie zawsze będą walczyć o wolność (ang. Americans Will Always Fight for Liberty) – tytuł plakatu często eksponowanego w Stanach Zjednoczonych podczas II wojny światowej autorstwa Bernarda Perlina. Przedstawia trzech amerykańskich żołnierzy z 1943 roku maszerujących przed żołnierzami Armii Kontynentalnej z 1778 roku.

## Historia
Plakat powstał w 1943 roku, mniej więcej w szczytowym momencie ekspansji państw Osi na Europę, Azję i Afrykę. Został on wyprodukowany przez amerykańskie Biuro Informacji Wojennej w celu promowania patriotyzmu i wsparcia wysiłku wojennego poprzez przedstawienie amerykańskich żołnierzy jako bojowników o wolność. Plakat porównuje motywacje żołnierzy United States Army w czasie II wojny światowej do motywów żołnierzy Armii Kontynentalnej stacjonujących w Valley Forge, nawiązując do żołnierzy z wojny o niepodległość Stanów Zjednoczonych z żołnierzami alianckimi walczącymi z państwami Osi.

## Wpływ
Plakat był eksponowany w całych Stanach Zjednoczonych w miejscach publicznych, takich jak szkoły, biblioteki, urzędy pocztowe i fabryki. Przyczynił się do zaszczepienia patriotyzmu podczas II wojny światowej i został uznany za jeden z najbardziej rozpoznawalnych plakatów powstałych w okresie wojny. Plakat, podkreślając słowo „zawsze”, ma również na celu zademonstrowanie, że Stany Zjednoczone są zdecydowane kontynuować walkę z państwami Osi, tak jak czyniły to z Brytyjczykami podczas wojny o niepodległość.

## Dziedzictwo
Plakat został przeanalizowany przez pracowników The National WWII Museum. Argumentowali, że stanowił on propagandę transferową, czyli próbę przeniesienia przekonania, że Amerykanie walczyli o wolność podczas wojny o niepodległość Stanów Zjednoczonych, na trwającą wówczas II wojnę światową.